# 烏因斯科耶區

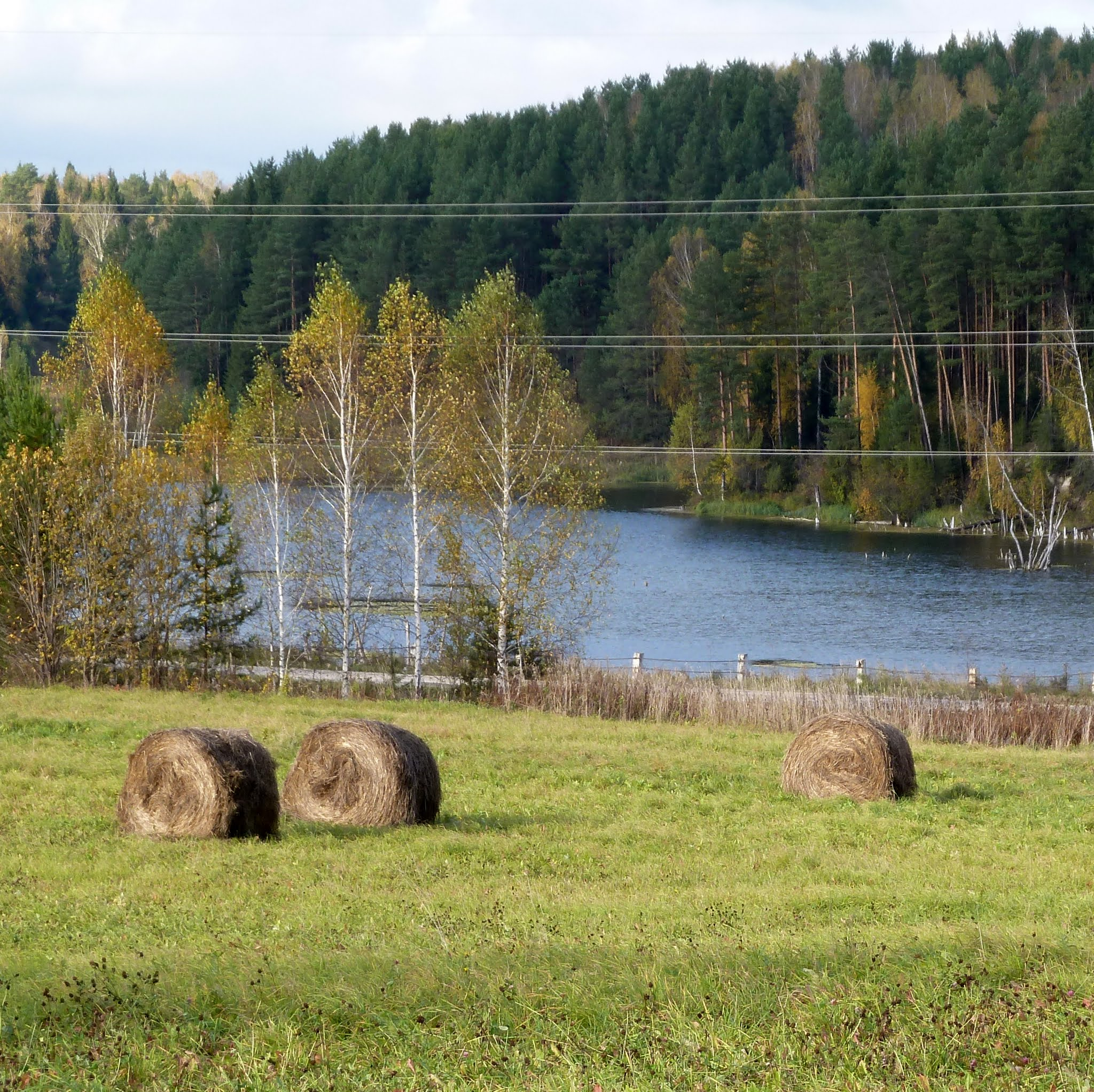

56°50′38″N 56°31′55″E / 56.844°N 56.532°E
烏因斯科耶區（俄语：Уинский район），是俄羅斯的一個區，位於該國中西部，由彼爾姆邊疆區負責管轄，是该边疆区33个区之一。它位于该边疆区的南部。始建於1926年9月15日，烏因斯科耶區的面積为1,555平方公里。它的行政中心是乌因斯科耶村。2010年人口11,440，人口密度每平方公里7.36人。区内37.6%的人生活在烏因斯科耶。

## 地理
伊連河及其支流阿斯帕河等是当地的主要河流。

## 历史
烏因斯科耶區是1926年9月15日设立的。1931年6月10日到1935年1月25日间以及1963年2月1日到1966年12月30日间区被废除。

## 人口
63.9%的居民是俄罗斯人，33.4%是鞑靼人。

## 经济
烏因斯科耶區的经济主要是农业、林业、木材工业和食品工业。